# هايليغنهافن
هايليغن هافن (بالألمانية: Heiligenhafen) هي بلدة ألمانية تقع في ألمانيا في شليسفيغ هولشتاين. يقدر عدد سكانها بـ 9,227 نسمة .

## أعلام
- ويلهلم جنسن
- يوجين بيترسن